# Église Sainte-Eutrope Sainte-Onenne
Pour l’article homonyme, voir Sainte Onenne.
Église du Graal
L’église Sainte-Eutrope Sainte-Onenne, surnommée l'Église du Graal, est une église paroissiale située dans la commune de Tréhorenteuc. Il s'agit de la seule église consacrée à une sainte bretonne très locale, sainte Onenne. Elle est toutefois plus connue pour ses éléments et vitraux mêlant les éléments païens de la légende arthurienne aux éléments chrétiens, commandés par l'abbé Gillard entre 1942 et 1962.

## Histoire
Onenne est en réalité la patronne secondaire de Tréhorenteuc puisque c'est l'évêque de Saintes, Eutrope, qui serait le premier saint vénéré dans cette paroisse. Malgré la réputation de « pays de mécréants » souvent attachée à cette région reculée de Bretagne, l'église attire de tous temps de fervents paroissiens.
Un édifice religieux chrétien semble avoir existé à Tréhorenteuc dès le VIIe siècle, son but est alors de concurrencer un centre druidique. Cet oratoire est tenu par un curé, puis par un ermite venu de Paimpont. La création du prieuré remonte réellement à 1191. Il devient ensuite un centre paroissial.
Il attire l'attention du duché de Bretagne, et notamment d'Anne de Bretagne, dans le cadre de sa mise sous protection spéciale contre les soldats qui s'adonnent aux pillages : le 27 octobre 1489, un mandement est adressé au sénéchal Allaire dans ce sens. Anne de Bretagne fait don d'une bannière représentant Sainte Onenne en 1506. L'édifice paroissial est reconstruit en 1516 par Dom Hamon. Tréhorenteuc figure parmi les premières communes à tenir un registre paroissial, dès 1573, pour notifier les sépultures.
La Révolution française voit la confiscation d'un certain nombre de biens appartenant au prieuré de Tréhorenteuc, dont le presbytère utilisé comme école. De même, le premier maire élu le 26 décembre 1791 fait abattre le calvaire paroissial et expédier les cloches de l'église à la fonderie pour fabriquer des canons, comme le réclame le gouvernement. En 1809, une loi supprime la tenue du culte à Tréhorenteuc pour le rattacher à Néant-sur-Yvel. Les paroissiens protestent, en raison de l'éloignement et de la difficulté à se rendre à Néant en hiver, sur des chemins de terre. Le 26 janvier 1820, la paroisse de Tréhorenteuc est rouverte. Cependant, l'édifice abandonné pendant plus de dix ans tombe en ruines. L'abbé Brogard le restaure en créant un maître-autel, et fait poser un plancher. L'église récupère aussi des cloches. Elle reste néanmoins une « église de campagne », comme le constate Sigismond Ropartz qui la visite en 1861. La commune n'ayant pas les moyens de payer des travaux de restauration, l'état de l'édifice va en se dégradant. L'abbé Alliot, qui arrive en 1930, témoigne du fait qu'il y « risque sa vie », le pignon menaçant de s'écrouler.
En mars 1942, Henri Gillard est nommé nouveau recteur de la paroisse, le diocèse de Vannes souhaitant vraisemblablement le « mettre au placard », dans le « pot de chambre » du diocèse. Il entreprend de restaurer l'église à ses frais, et au prix de nombreuses privations. Moins qu'un lieu de culte, l'église devient un centre culturel, « faute d'habitants ».

## Description

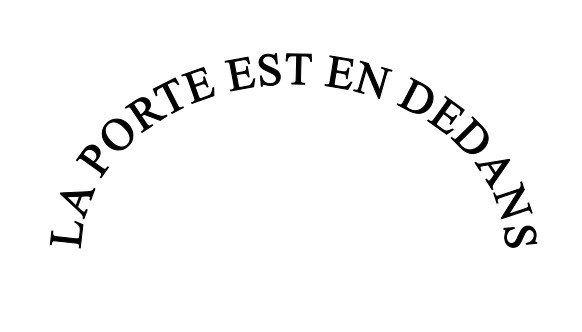
Inscription apposée sur le dessus de la porte, à la demande de l'abbé Gillard

C'est historiquement une petite église de campagne, basse et enduite de terre glaise, peu différente d'une grange. L'église actuelle a été presque entièrement restaurée par Henri Gillard. Le premier vitrail dit « de la Table ronde » a été réalisé et posé en 1943 par le peintre verrier nantais Henri Uzureau. En 1945, l'abbé est aidé par deux prisonniers allemands. L'ébéniste Peter Wissdorf fabrique les bancs et la voûte en coque de bateau. L'artiste peintre Karl Rezabeck réalise quatre tableaux représentant à la fois le monde celte, la légende arthurienne et le christianisme. Dans cette église, les vitraux, les tableaux et la mosaïque du Cert blanc au collier d'or créée par l'artiste contemporain Jean Delpech, représentent des éléments de ces trois mondes que l'abbé veut en harmonie. Sur le chemin de croix, l'abbé Gillard fait représenter les maisons du village, ses habitants, le Graal. Il se fait lui-même peindre ainsi que deux prisonniers allemands, démarche originale témoin « d'une volonté de lier toute une communauté dans ce cheminement vers la lumière », les stations étant disposées de nord vers le sud. A cela s'ajoutent, deux petites mosaïques qui représentent une queue de poisson d'une part et un fer à cheval d'autre part représentent en fait des lettres de l'alphabet grecque, A (α) et Ω (ω).

## Galerie

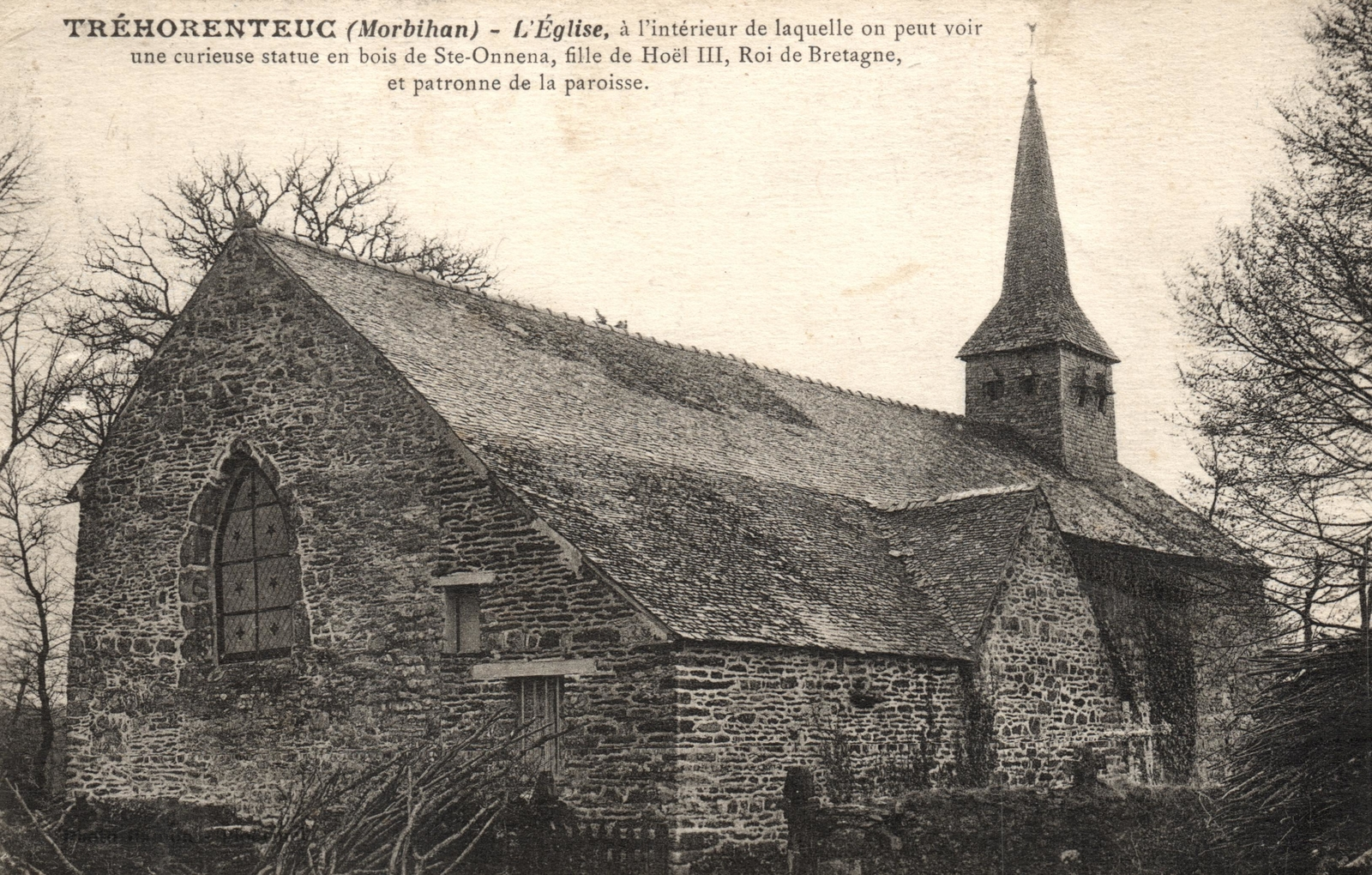
Église (avant 1900)
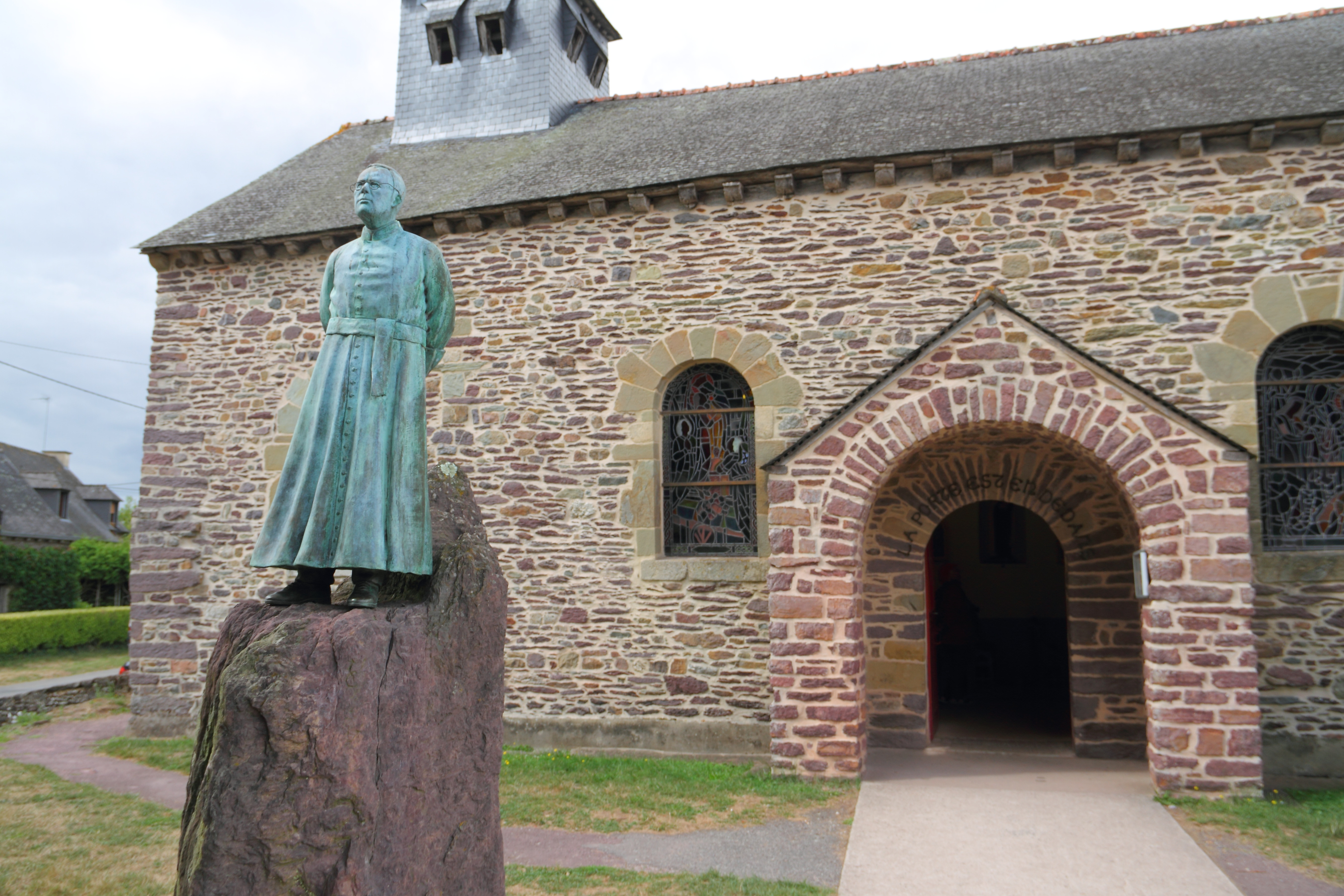
Statue de l'abbé Gillard
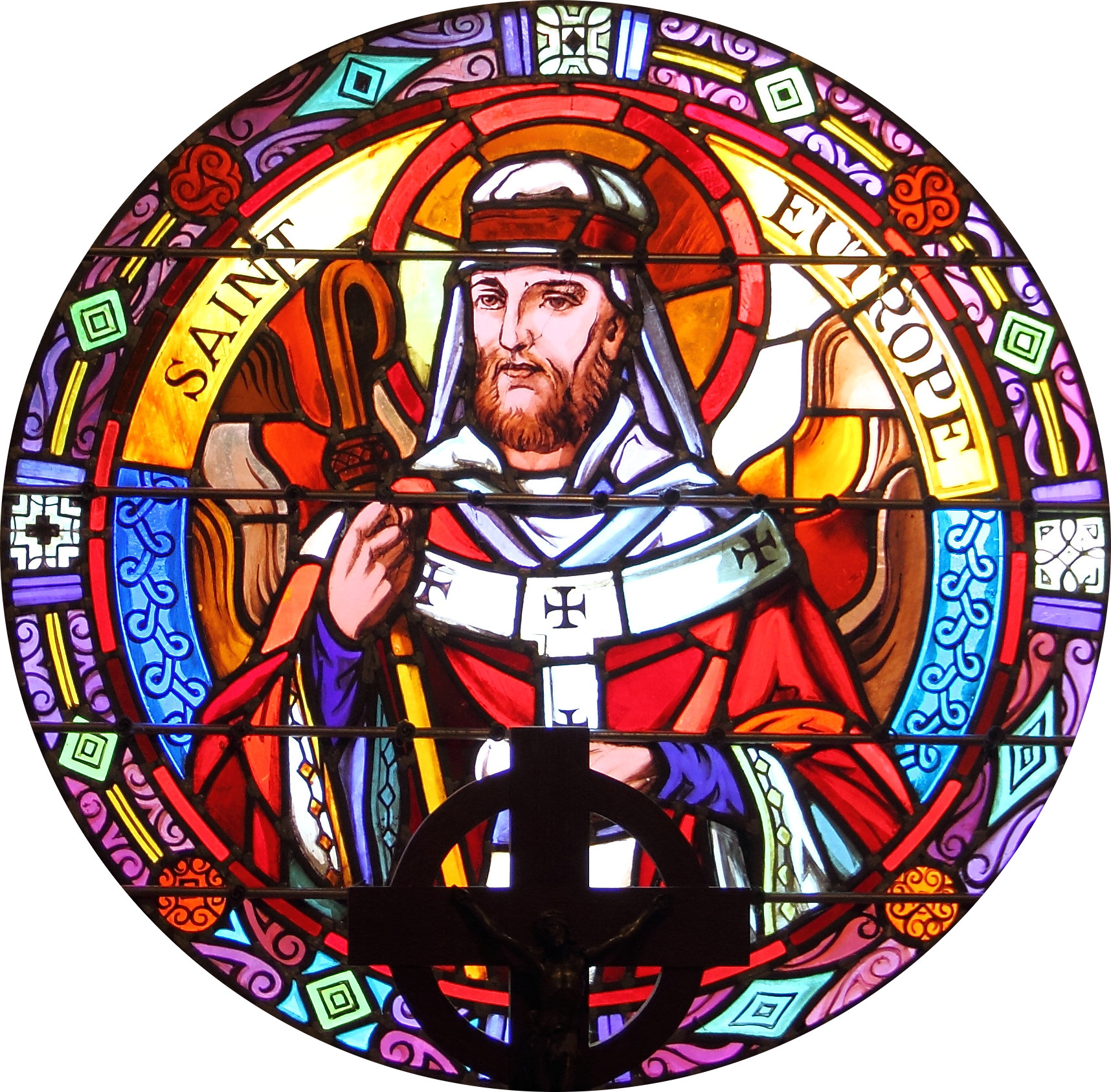
Vitrail de Saint Eutrope de Saintes
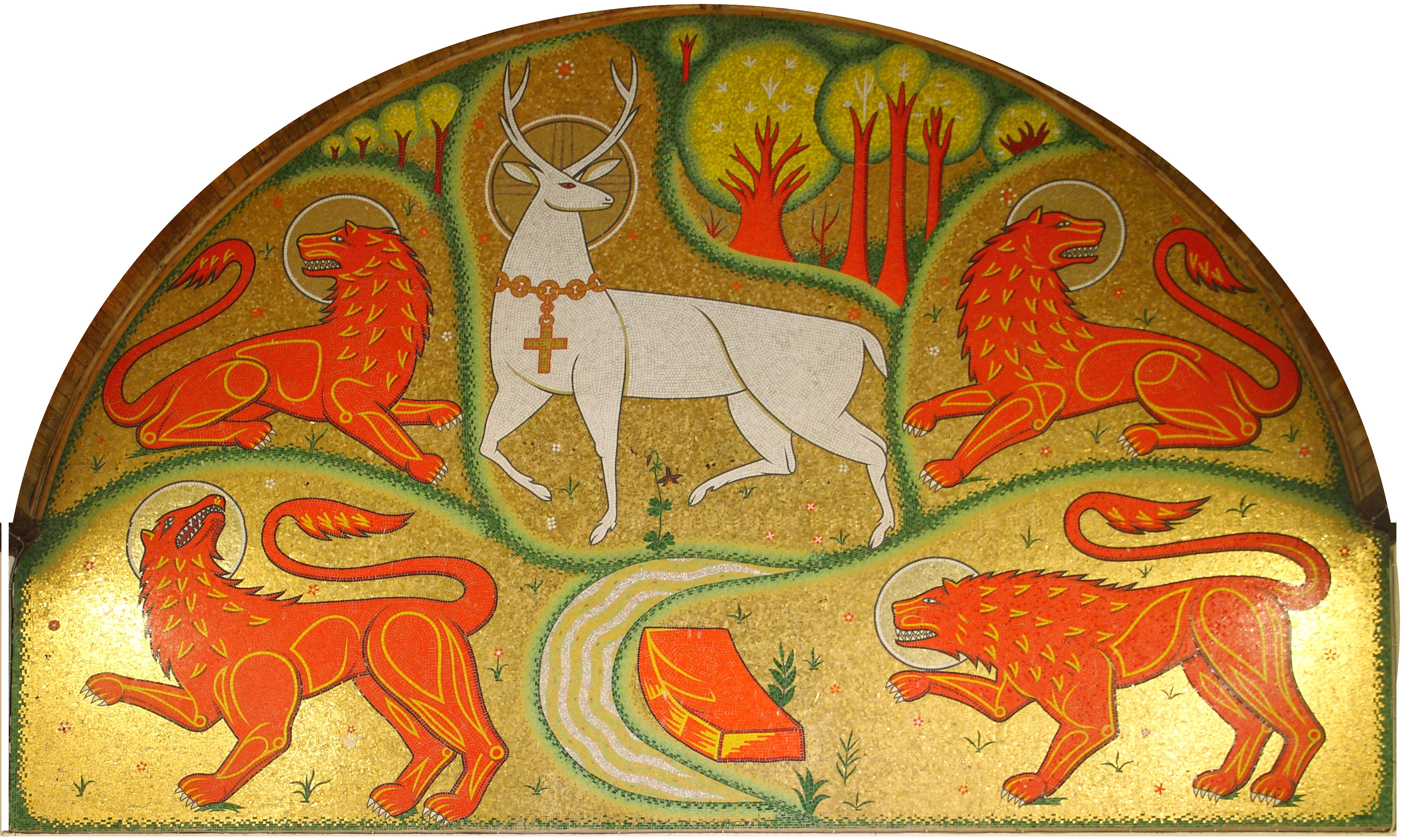
Mosaïque du Cerf blanc
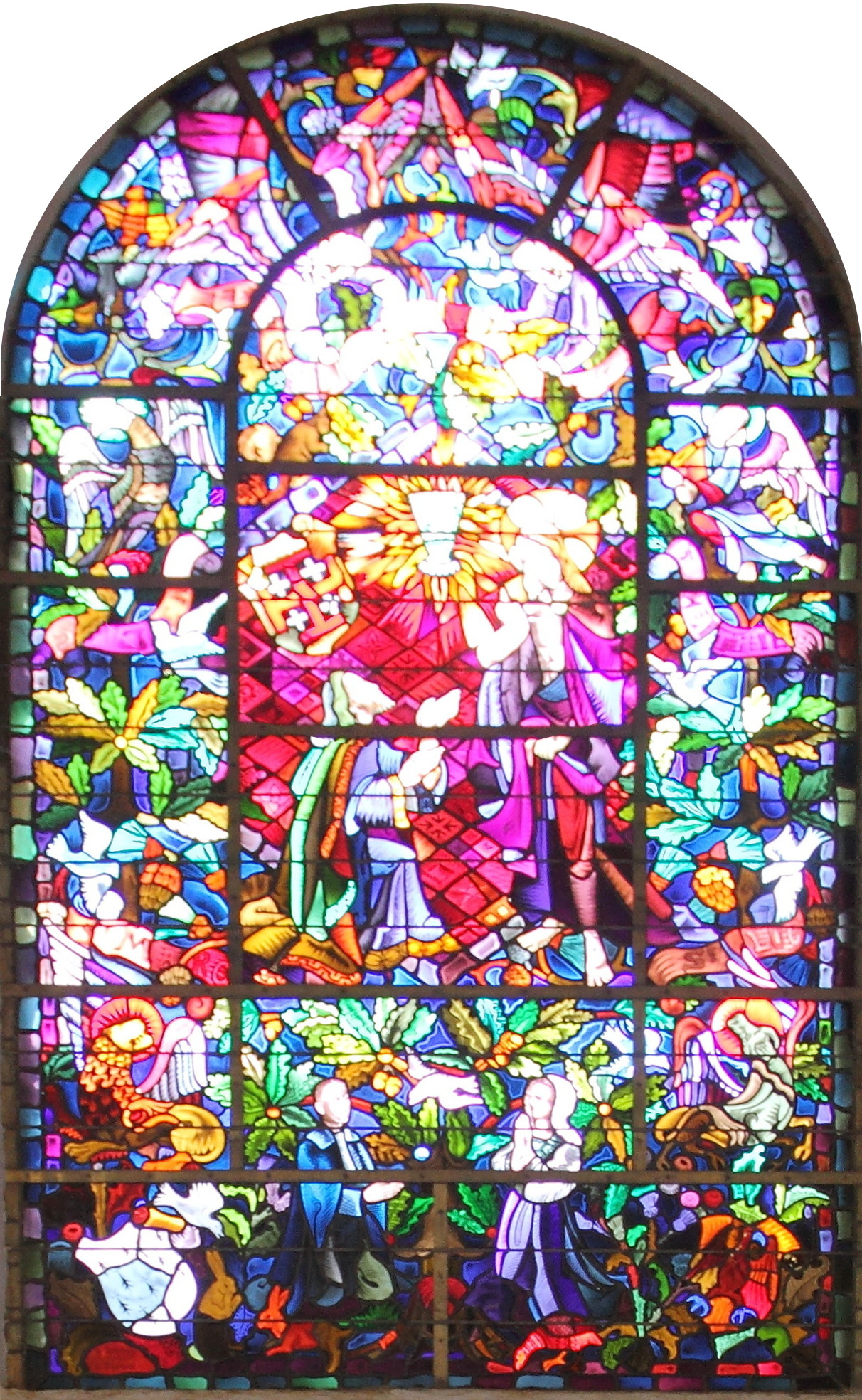
Vitrail derrière autel, avec représentation du Graal
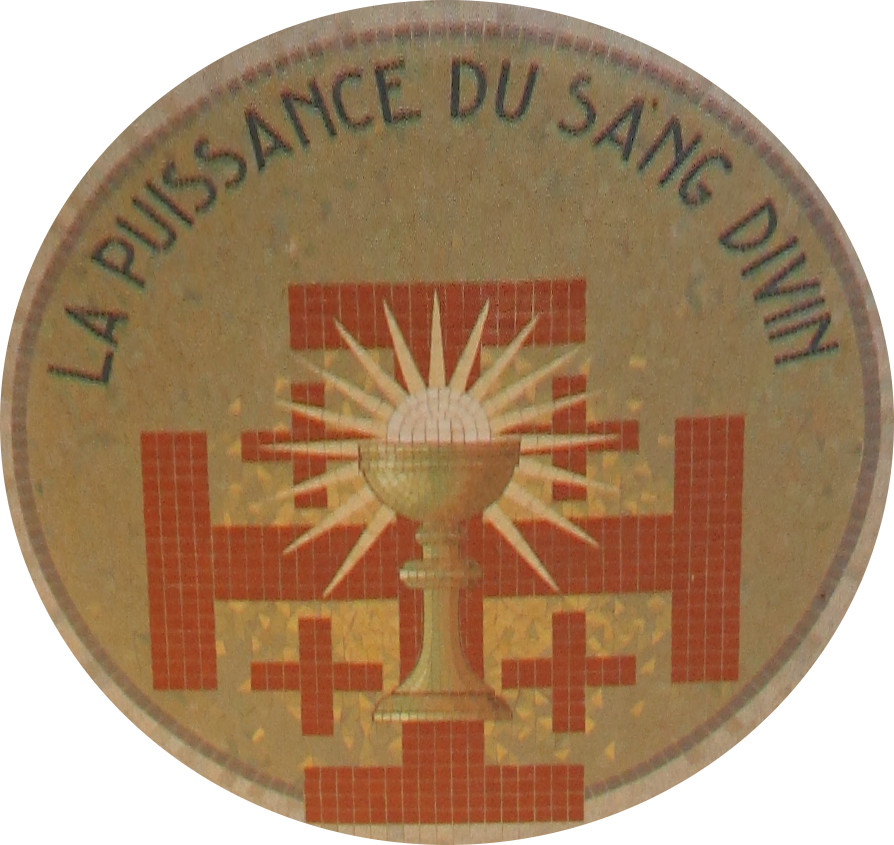
Mosaique devant autel
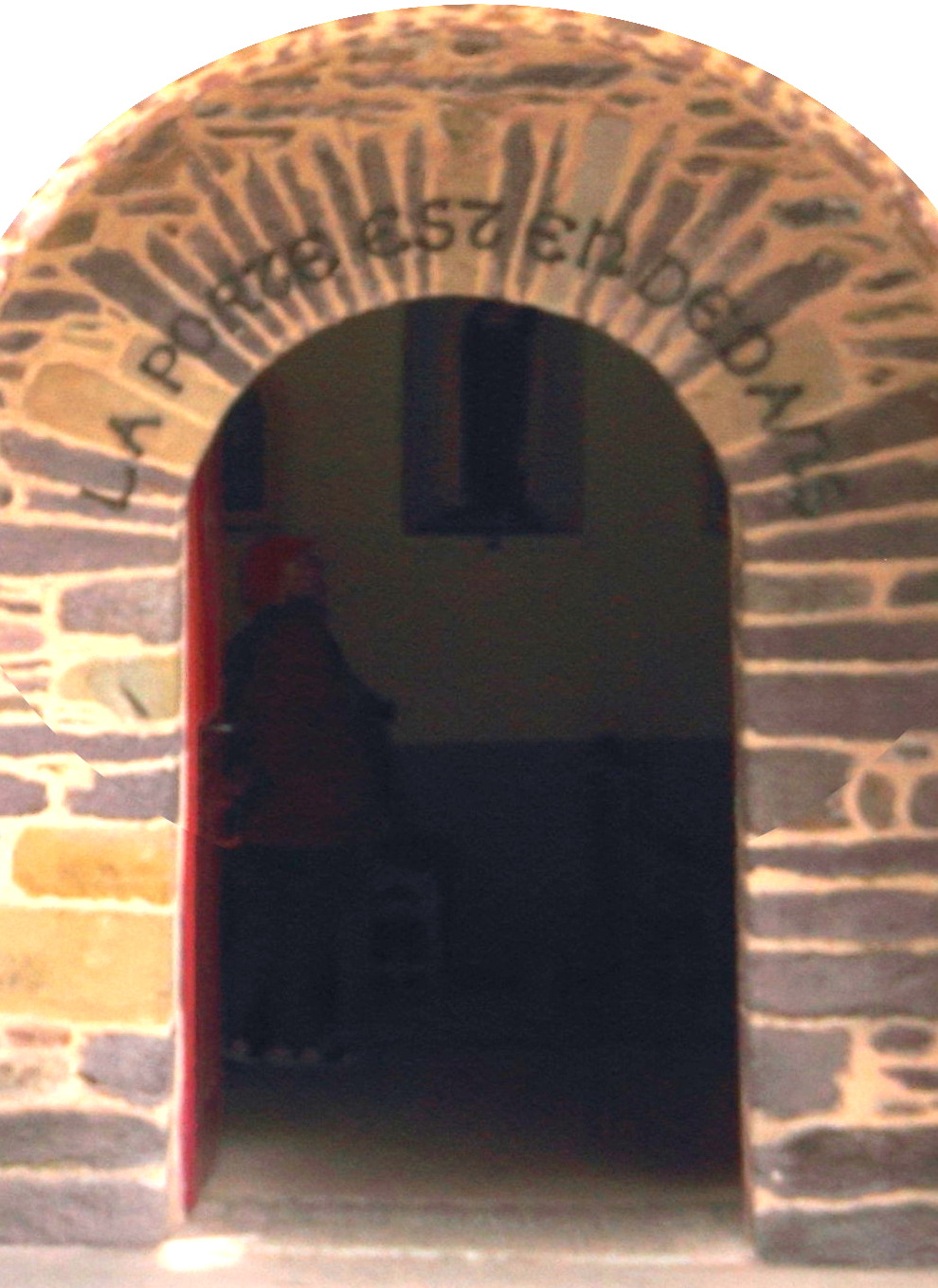
Porte avec inscription "LA PORTE EST EN DEDANS"